# Gare de Dirinon – Loperhet
Gare de Dirinon - Loperhet – przystanek kolejowy w Loperhet, w departamencie Finistère, w regionie Bretania, we Francji.
Został otwarty w 1867 przez Compagnie du Chemin de fer de Paris à Orléans (PO). Jest przystankiem kolejowym Société nationale des chemins de fer français (SNCF), obsługiwanym przez pociągi TER Bretagne kursujące między Brest i Quimper.